# أديل اراكاوا
أديل اراكاوا (بالإنجليزية: Adele Arakawa)‏ هي مذيعة أخبار أمريكية، ولدت في 31 أغسطس 1958 في تينيسي في الولايات المتحدة.